# Jiske Snoeks
Jiske Snoeks, född den 19 maj 1978 i Haarlem, Nederländerna, är en nederländsk landhockeyspelare.
Hon tog OS-silver i damernas landhockeyturnering i samband med de olympiska landhockeytävlingarna 2004 i Aten.